# NECの携帯電話一覧
NECの携帯電話一覧（エヌイーシーのけいたいでんわいちらん）では、これまでに日本電気（NEC）ならびにNECモバイルコミュニケーションズ（旧：NECカシオモバイルコミュニケーションズ含む）がNECブランドで製造した携帯電話端末をまとめる。
NECの携帯電話は基本的にはNTTドコモ向けか中心だが、ソフトバンクモバイルにも旧デジタルフォン・デジタルツーカー時代から端末を提供していた。また、ツーカーグループ・DDIセルラーグループ→KDDI・沖縄セルラー電話連合（各au）にも供給していた。
2014年（平成26年）に登場したNTTドコモ向けのN-01Gを最後に、NECは携帯電話端末事業から完全に撤退した。

## NTTドコモ向け
NTTドコモ向けの携帯電話一覧。
- 自動車電話101型（NTT現行方式とNTT大容量方式に対応した、アナログ方式。パナソニック モバイルコミュニケーションズ（松下通信工業）・富士通との共同製造した端末。これと同じハンドセットを電池パックにセットすると、ショルダーフォン101型となる）
- TZ-802B（NTT現行方式とNTT大容量方式に対応した、アナログ方式。パナソニック モバイルコミュニケーションズ（松下通信工業）と共同製造した端末。商品名は携帯電話）
- TZ-803B（NTT現行方式とNTT大容量方式に対応した、アナログ方式。パナソニック モバイルコミュニケーションズ（松下通信工業）・三菱電機との共同製造した端末）
- アナログムーバN、N2（NTT現行方式とNTT大容量方式に対応した、アナログ方式。）
- デジタルムーバN、N2、N3（PDC方式）
- ジュワッキー（かつてNECブランドで販売していた携帯電話端末。コマーシャルのイメージキャラクターにジュビロ磐田の中山雅史を起用していた）
- N1xx（PDC方式。800MHZ帯の携帯電話端末のN10xと1.5G帯携帯電話端末（シティフォン）のN15xがある）
  - N101、N102、N103、N151、N152、N153、N157、N158
- N2xx（PDC方式）
  - N201、N202、N203、N206、N206s、N207、N207s、N208、N208s
- N2xxi（PDC方式。iモード対応）
  - N209i、N210i、N211i、N211iS
- N25xi（PDC方式）
  - N251i、N251iS、N252i、N253i
- N30x（PDC方式。DoPa対応の携帯電話端末）
  - N301、N302、
- N50xi（PDC方式）
  - N501i、N502i、N502it、N503i、N503iS、N504i、N504iS、N504iC、N505i、N505iS、N506i、N506iS、N506iSII
- N60xi（FOMA）
  - SIMPURE N、SIMPURE N1
- N601wg（PDC方式とGSM900帯方式に対応した携帯電話端末。ドコモ中央の契約者しか契約出来ない。ドコモショップ大手町店でのみ取り扱う）
- N601ps（PDC方式。ぷりコール対応の携帯電話端末）
- N70x（FOMA）
  - N700i、N701i、N701iECO、N702iD、N702iS、N703iD、N703iμ、N704iμ、N705i、 N705iμ、N706i、N706ie
- N8xx（PDC方式とPHS方式を一緒にした、ドッチーモ対応の携帯電話端末）
  - N811、N821i、N831、
- N200x（FOMA）
  - N2001、N2002
- N2051（FOMA）
- N2102V（FOMA）
- N2701（FOMAとPDC方式両方に対応したデュアルネットワーク機）
- N90xi（FOMA）
  - N900i、N900iS、N901iC、N901iS、N902i、N902iS、N903i、N904i、N905i、N905iμ、N906i、N906iμ
- N90xiG（FOMA。W-CDMA方式とGSM900帯方式に対応した携帯電話端末）
  - N900iG
- N90xiL（FOMA／無線LANデュアル端末「PASSAGE DUPLE、ホームU等対応」）
  - N900iL、N902iL、N906iL
- N902iX HIGH-SPEED（FOMA。FOMAハイスピードに初めて対応）
- N-0xA（FOMA）
  - N-01A、N-02A、N-03A、N-04A、N-05A、N-06A、N-07A、N-08A、N-09A
- N-0xB（FOMA）
  - N-01B、N-02B、N-03B、N-04B、N-05B、N-06B、N-07B、N-08B
- N-0xC（FOMA） この型番以降の「●」はAndroidスマートフォン
  - N-01C、N-02C、N-03C、N-04C●、N-05C、N-06C●
- CA-01C（FOMA）
  - CA-01C（CASIOブランドだが事実上NECブランド扱い）
- N-0xD（FOMA･Xi） この型番以降の「■」はAndroidタブレット端末
  - N-01D●、N-02D、N-03D、N-04D●、N-05D●、N-06D■、N-07D●、N-08D■
- N-0xE（FOMA･Xi）
  - N-01E、N-02E●、N-03E●、N-04E●、N-05E●、N-06E●、N-07E
- N-0xF（FOMA）
  - N-01F
- N-0xG（FOMA）
  - N-01G
- PDAタイプ（DoPa通信機能内蔵のQWERTYキー搭載のPDAで、メール、メッセンジャー、Web閲覧などが可能）
  - Exire、ExireII
- ワイドスター（サテライト）ポータブルフォンN11（衛星携帯電話。赤道上空36000kmの静止軌道に浮かぶ2機の通信衛星N-STARにより、地上波では圏外となる山間部などでも使用できる。2001年から名称をワイドスターに変更）

## ソフトバンクモバイル向け
ソフトバンクモバイル向けの携帯電話一覧。

### デジタルホン/デジタルツーカー時代
- DP-11x（デジタルホン向けPDC端末）
  - DP-111、DP-111II、DP-113、DP-114
- タイプNx（デジタルツーカー向けPDC端末）
  - TYPE N、TYPE N4

### J-PHONE時代
- J-N0x（PDC端末）
  - J-N01、J-N02、J-N03、J-N03II、J-N04、J-N05
- J-N51（PDC端末）
- J-N001（VGS試験端末、W-CDMA）
- V-N701（VGS端末、W-CDMA）

### vodafone時代
- V601N（日本初のアナログテレビチューナー内蔵、PDC）
- Vodafone 703N（Vodafone 3G端末、W-CDMA）
- Vodafone 802N（Vodafone 3G端末、W-CDMA）
- Vodafone 804N（Vodafone 3G端末、W-CDMA、GSM）同社初の着うたフル対応機・450MBのメモリ内蔵

### ソフトバンクモバイル時代
- SoftBank 705N（SoftBank 3G端末、W-CDMA、GSM）
- SoftBank 706N（SoftBank 3G端末、W-CDMA、GSM）
- SoftBank 740N（SoftBank 3G端末、W-CDMA）
- SoftBank 741N（SoftBank 3G端末、W-CDMA）
- SoftBank 820N（SoftBank 3G端末、W-CDMA）
- SoftBank 821N（SoftBank 3G端末、W-CDMA）
- SoftBank 821N GLA（SoftBank 3G端末、W-CDMA）
- SoftBank 830N（SoftBank 3G端末、W-CDMA）
- SoftBank 831N（SoftBank 3G端末、W-CDMA）
- SoftBank 840N（SoftBank 3G端末、W-CDMA）
- SoftBank 841N（SoftBank 3G端末、W-CDMA）
- SoftBank 930N（SoftBank 3G端末、W-CDMA、GSM）
- SoftBank 931N（SoftBank 3G端末、W-CDMA、GSM）
- SoftBank 940N（SoftBank 3G端末、W-CDMA、GSM）
- SoftBank 001N（SoftBank 3G端末、W-CDMA、GSM）

### ソフトバンクモバイル スマートフォン
- SoftBank 101N

## au向け
au向けの携帯電話一覧。

### Tu-Ka時代
- TH741
- TH751
- TH781

### DDIセルラー時代
- HD-700
- HD-20N
- HD-30N
- HD-50N
- HD-60N
- D208N

### au by KDDI Android端末
- IS11N

## その他
- GSM携帯電話

### Android端末
- NEC-102 - BIGLOBE 3G向け端末およびイオンリテールの携帯電話コーナー販売品
  - なお、この機体のベースはN-06Cである。
- NE-202　-　BIGLOBE 3G向け端末　LTEに対応し上記の端末に続く第2号機である
  - なお、この機体のベースはN-07Dである。